# Chennai Open 2022
Chennai Open 2022 là một giải quần vợt nữ chuyên nghiệp thi đấu trên mặt sân cứng ngoài trời. Là một phần của WTA Tour 2022, đây là lần đầu tiên một giải đấu WTA trở lại Ấn Độ kể từ năm 2008.

## Điểm và tiền thưởng

### Phân phối điểm
| Sự kiện | VĐ  | CK  | BK  | TK | Vòng 1/16 | Vòng 1/32 | Q  | Q2 | Q1 |
| Đơn nữ  | 280 | 180 | 110 | 60 | 30        | 1         | 18 | 12 | 1  |
| Đôi nữ  | 280 | 180 | 110 | 60 | 1         | —         | —  | —  | —  |

### Tiền thưởng
| Sự kiện | VĐ      | CK      | BK      | TK     | Vòng 1/16 | Vòng 1/321 | Q2     | Q1     |
| Đơn nữ  | $31,000 | $18,037 | $10,100 | $5,800 | $3,675    | $2,675     | $1,950 | $1,270 |
| Đôi nữ* | $10,800 | $6,300  | $3,800  | $2,300 | $1,750    | —          | —      | —      |

1Tiền thưởng vượt qua vòng loại cũng là tiền thưởng vòng 1/32.

*mỗi đội

## Nội dung đơn

### Hạt giống
| Quốc gia | Tay vợt               | Xếp hạng† | Hạt giống |
| -------- | --------------------- | --------- | --------- |
| USA      | Alison Riske-Amritraj | 29        | 1         |
|          | Varvara Gracheva      | 72        | 2         |
| POL      | Magda Linette         | 73        | 3         |
| GER      | Tatjana Maria         | 85        | 4         |
| SWE      | Rebecca Peterson      | 92        | 5         |
| CHN      | Wang Qiang            | 102       | 6         |
| CAN      | Rebecca Marino        | 106       | 7         |
| FRA      | Chloé Paquet          | 111       | 8         |

† Bảng xếp hạng vào ngày 29 tháng 8 năm 2022.

### Vận động viên khác
Đặc cách:
- Eugenie Bouchard[4]
- Ankita Raina[5]
- Karman Thandi

Xếp hạng đặc biệt:
- Yanina Wickmayer

Vượt qua vòng loại:
- Jana Fett
- Nao Hibino
- Liang En-shuo
- Kyōka Okamura
- Olivia Tjandramulia
- Mariia Tkacheva

### Rút lui
Trước giải đấu
- Caroline Garcia → thay thế bởi  Despina Papamichail
- Elise Mertens → thay thế bởi  Nadia Podoroska

## Nội dung đôi

### Hạt giống
| Quốc gia | Tay vợt             | Quốc gia | Tay vợt          | Xếp hạng1 | Hạt giống |
| -------- | ------------------- | -------- | ---------------- | --------- | --------- |
| CAN      | Gabriela Dabrowski  | BRA      | Luisa Stefani    | 105       | 1         |
| USA      | Kaitlyn Christian   |          | Lidziya Marozava | 126       | 2         |
| GEO      | Oksana Kalashnikova | UKR      | Nadiia Kichenok  | 153       | 3         |
| CHN      | Han Xinyun          | POL      | Katarzyna Kawa   | 155       | 4         |

- 1 Bảng xếp hạng vào ngày 29 tháng 8 năm 2022.

### Vận động viên khác
Đặc cách:
- Sharmada Balu /  Riya Bhatia
- Eugenie Bouchard /  Yanina Wickmayer

### Rút lui
Trước giải đấu
- Victoria Jiménez Kasintseva /  Nadia Podoroska → thay thế bởi  Rutuja Bhosale /  Karman Thandi
- Miyu Kato /  Asia Muhammad → thay thế bởi  Justina Mikulskytė /  Emily Webley-Smith
- Julia Lohoff /  Astra Sharma → thay thế bởi  Astra Sharma /  Ekaterina Yashina

## Nhà vô địch

### Đơn
- Linda Fruhvirtová đánh bại  Magda Linette, 4–6, 6–3, 6–4

### Đôi
- Gabriela Dabrowski /  Luisa Stefani đánh bại  Anna Blinkova /  Natela Dzalamidze, 6–1, 6–2